# Walerian Tewzadze
Walerian Tewzadze, gruź. ვალერიან თევზაძე (ur. 29 stycznia?/10 lutego 1894 w Gruzji, zm. 13 grudnia 1985 w Dzierżoniowie) – Gruzin, podpułkownik dyplomowany piechoty Wojska Polskiego.

## Życiorys
Podczas I wojny światowej był kapitanem 8 pułku Strzelców Kaukaskich. Aktywnie uczestniczył w walce o niepodległość Gruzji. W latach 1918–1921 współtworzył zręby armii Demokratycznej Republiki Gruzji. Przez pewien czas był też zastępcą szefa gruzińskiego wywiadu. Po inwazji bolszewików na Gruzję ewakuowany. W latach 20., przez Turcję i Niemcy, trafił do Polski.
Został przyjęty do Wojska Polskiego, jako oficer kontraktowy. W latach 1923–1925 studiował w Wyższej Szkole Wojennej w Warszawie. Po ukończeniu studiów uzyskał tytuł naukowy oficera Sztabu Generalnego (od 1929 – oficera dyplomowanego). W 1928 rozpoczął służbę w Wojskowym Instytucie Geograficznym. W 1933 opublikował pracę pt. Kaukaz. Szkic Geograficzno-Opisowy.
Po agresji III Rzeszy na Polskę we wrześniu 1939 walczył w obronie Warszawy, jako dowódca północnego odcinka. Odznaczony Orderem Virtuti Militari. Po kapitulacji w niewoli niemieckiej, z której później został zwolniony.

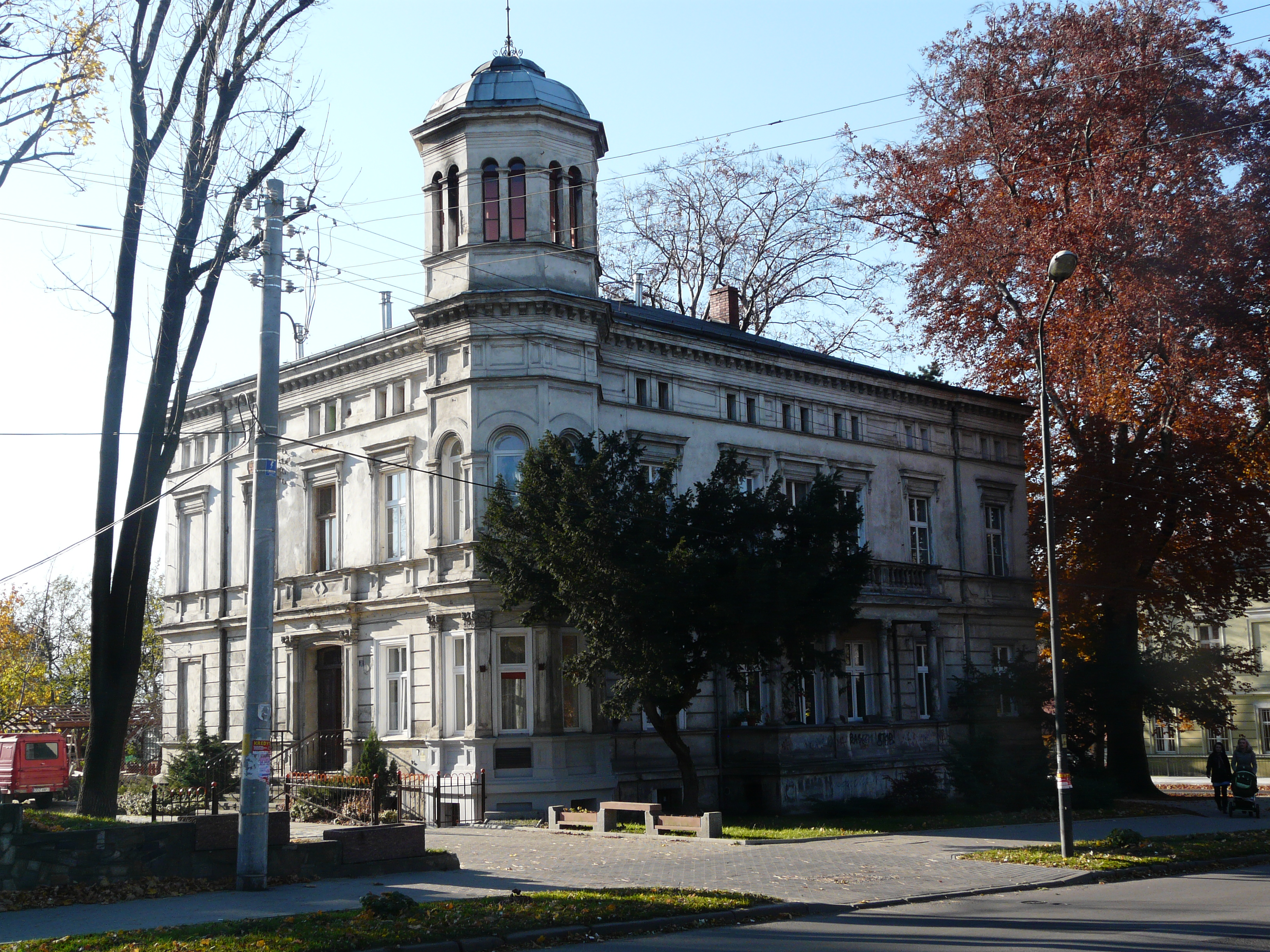
Dom Waleriana Tewzadzego w Dzierżoniowie

Po zwolnieniu z niewoli zmienił nazwisko na Walery Krzyżanowski, wstąpił do Armii Krajowej i przyjął pseudonim „Tomasz”. W latach 1943–1944 był szefem Referatu Operacyjnego Sztabu Inspektoratu AK Częstochowa. W 1944, w czasie akcji „Burza”, był szefem sztabu 7 Dywizji Piechoty AK.

Po wojnie, pod nazwiskiem Walery Krzyżanowski, zamieszkał w Dzierżoniowie na Dolnym Śląsku. Na jego grobie, znajdującym się na dzierżoniowskim cmentarzu parafialnym, wykuty jest napis: 
 „Jako Gruzin chciałbym być pochowany w Gruzji, ale jestem szczęśliwy, że będę pochowany w ziemi szlachetnego i dzielnego Narodu Polskiego”. 
Walerian Tewzadze jest jednym z bohaterów filmu dokumentalnego w reżyserii Jerzego Lubacha pt. „W rogatywce i tygrysiej skórze”.

Tablica pamiątkowa na ścianie domu Tewzadzego w Dzierżoniowie

18 marca 2009 roku przed siedzibą Spółdzielni Mieszkaniowej w Dzierżoniowie, w obecności ambasadora Gruzji Konstantina Kawtaradzego, odsłonięty został obelisk poświęcony pułkownikowi Tewzadze. Rok wcześniej na jego dawnym domu odsłonięto tablicę pamiątkową.
22 września 2019 na grobie Waleriana Tewzadze kwiaty złożył premier Mateusz Morawiecki.

## Odznaczenia
- Krzyż Srebrny Orderu Virtuti Militari,
- Srebrny Wawrzyn Akademicki (7 listopada 1936)[5].